# حارة الكظمة (صنعاء)
حارة الكظمة هي إحدى حارات حي المجمع الصناعي بمديرية الوحدة إحد مديريات العاصمة اليمنية صنعاء، بلغ تعداد سكانها 2349 نسمة حسب تعداد اليمن لعام 2004.